# 阿野実顕
阿野 実顕（あの さねあき）は、安土桃山時代から江戸時代前期にかけての公卿・歌人。阿野実時（内山上乗院道怡。還俗して休庵と号する）の子だが、祖父・右少将阿野季時の名跡を継いで阿野家を再興した。初名は実政（さねまさ）、一時実治（さねはる）とも。官位は正二位・権大納言。阿野家16代当主。

## 経歴
天正13年（1585年）5月に5歳で元服し、同日従五位下・侍従に叙任。天正20年（1592年）1月奏上して実政から実顕へ改名した。慶長6年（1601年）3月信濃権介、同12年（1607年）1月左近衛権中将を経て、同17年（1612年）12月参議として公卿に列せられる。
慶長19年（1614年）1月従三位、元和3年（1617年）1月正三位に昇叙され、同年9月には2代将軍・徳川秀忠から山城国の家領478石余を安堵された。元和5年（1619年）1月権中納言となり、翌6年（1620年）8月従二位に叙される。これ以降は春日祭の上卿を度々務めた他、勅使・院使として江戸に下向することが多く、その際には3代将軍・徳川家光の引見を受けている。寛永10年（1633年）12月権大納言に任じられるも、翌11年（1634年）3月には辞退し、同19年（1642年）1月に至り同8年に遡及して正二位の位記を賜った。正保2年（1645年）11月8日に薨去。享年65。
細川幽斎・中院通勝・烏丸光広から古典や和歌を学び、後陽成院歌壇・後水尾院歌壇で活躍した他、連歌にも長じ、光悦流の書をよくした。八条宮智仁親王から後水尾院に古今伝授が相伝された際には、実顕もこれを同聴したという。なお、宮内庁書陵部には、実顕が仙洞・親王等に宛てた自筆の歌道消息が残されている。

## 系譜
- 父：阿野実時（？-1606）
- 母：山名宗意の娘
- 兄弟姉妹：清水谷実任、堯円、霊偲、女子、女子
- 室：吉田兼治の娘
  - 長男：阿野公福（1598-1619）
  - 次男：阿野公業（1599-1683）
  - 三男：姉小路公景（1602-1652）
  - 四男：山本勝忠（1608-1654）
  - 男子：通紹 - 無量寿院
  - 女子：中御門宣順室（？-1673）